# حمد الرميثي
الفريق الركن حمد محمد ثاني الرميثي، قائد عسكري إماراتي، شغل سابقًا منصب رئيس أركان القوات المسلحة لدولة الإمارات العربية المتحدة منذ 2005 وحتى عام 2023. وكان نائب رئيس الأركان للقوات المسلحة لدولة الإمارات العربية المتحدة.
حصل على درجة وزير بموجب مرسوم من رئيس الدولة خليفة بن زايد آل نهيان في عام 2017.
في 3 يناير 2023 أصدر الشيخ محمد بن زايد آل نهيان رئيس الدولة مرسوماً اتحادياً بتعيينه مستشار الشؤون العسكرية لرئيس الدولة بدرجة وزير.

## جوائز
- في مايو 2022 منحه الشيخ خليفة بن زايد آل نهيان وسام زايد بن سلطان آل نهيان العسكري تقديرا لعطائه وجهوده في خدمة الوطن خلال مسيرة حوالي 50 عاما.[6]

- في 30 مارس 2021 منحه الرئيس الموريتاني محمد ولد الشيخ الغزواني وسام كوماندور في نظام الاستحقاق الوطني تقديًرا لجهوده في تعزيز العلاقات والتعاون الدفاعي بين البلدين.[6]

- في يونيو 2004، منحته ملكة المملكة المتحدة البريطانية ميدالية قائد الإمبراطورية البريطانية تقديرا لخدماته المتميزة التي أسهمت في تعزيز وتطوير علاقات التعاون والصداقة بين دولة الإمارات والمملكة المتحدة في المجالات العسكرية.[6]